# Сабов, Кирилл Антонович
Кири́лл Анто́нович Са́бов (русин. Кирил Сабов; 28 августа 1838, Ставное, Унг, Австрийская империя (ныне Ужгородский район, Закарпатской области, Украина) — 10 февраля 1914, Кошице, Австро-Венгрия) — русинский педагог, журналист, издатель, редактор, культурно-просветительский деятель, русофил.

## Биография
По происхождению русин. Родился в семье священника Русинской грекокатолической церкви. Учился в Унгварской (ныне Ужгород) гимназии. Окончил академию в г. Сату-Маре и богословскую семинарию Барбареум в Вене (1857—1860).
Служил священником, преподавал русинский язык, историю и географию в Унгварской гимназии (1862—1872). Был активным членом культурно-просветительской организации «Общество святого Василия Великого», в 1870—1871 годах был его председателем.
Занимался просвещением народа, выступал в защиту прав Русинской грекокатолической церкви, национальных традиций, боролся с угрозой мадьяризации населения в Угорской Руси.
Автор «Грамматики письменного русского языка» (1865), учебника (1868). За свои русофильские убеждения был переведен учителем в Сегедин и Кошице.
Вместе с Ю. Игнатовичем редактировал первую Подкарпатскую газету «Свѣтъ» (1867—1869), сотрудничал с сатирическим еженедельником «Сова» под редакцией В. Кимака и газетой «Слово» во Львове.

## Избранные публикации
- Грамматика письменнаго русскаго языка (1865)
- Краткій сборникъ избранныхъ сочиненій въ прозѣ и стихахъ для упражненія въ русскомъ языкѣ. (1868)
- Асколд. Пиявиця. (Брошюра, «Народное чтение», 1869)
- Асколд. Иван. (Брошюра, «Народное чтение», 1869)